# Ballada
Ballada est la sixième compilation de l'artiste japonaise Namie Amuro. Il a été publié par Dimension Point le 4 juin 2014 en trois formats physiques et pour la consommation numérique. Il fonctionne comme un album concept qui compile des ballades sorties pendant son séjour avec Avex Trax, dont trois morceaux retravaillés. De plus, l'album contient son seul single Tsuki. À sa sortie, Ballada a reçu des critiques positives de la part des critiques musicaux, dont la plupart ont loué la maturité et le chant de Namie, ainsi que les morceaux retravaillés.
Albums de Namie Amuro
Feel
(2013)
Commercialement, ce fut un succès au Japon, atteignant la première place du classement Oricon Albums Chart et du Billboard Hot Albums Chart. Il a été certifié double platine par la Recording Industry Association of Japan (RIAJ), reconnaissant des expéditions de 500 000 unités. Afin de promouvoir l'album, Amuro a mené sa tournée annuelle Live Style en août 2014 et l'a terminée quatre mois plus tard. Une sortie live, intitulée Namie Amuro Live Style 2014, a été diffusée en Asie et a été un succès commercial au Japon.

## Liste des titres
| 1.  | Sweet 19 Blues (New Vocal)     |  |
| 2.  | Can You Celebrate? (New Vocal) |  |
| 3.  | Dreaming I was dreaming        |  |
| 4.  | Never End                      |  |
| 5.  | HimAWArI                       |  |
| 6.  | Think of me                    |  |
| 7.  | I Will                         |  |
| 8.  | Wishing On The Same Star       |  |
| 9.  | Four Seasons                   |  |
| 10. | All For You                    |  |
| 11. | White Light                    |  |
| 12. | The Meaning Of Us              |  |
| 13. | Love Story                     |  |
| 14. | Let Me Let You Go              |  |
| 15. | Tsuki                          |  |
| 16. | Contrail (Ballad Ver.)         |  |

| 1.  | Sweet 19 Blues (PV)                       |  |
| 2.  | Can you Celebrate? (PV)                   |  |
| 3.  | Dreaming I was dreaming (PV)              |  |
| 4.  | Never End (PV)                            |  |
| 5.  | HimAWArI (PV)                             |  |
| 6.  | Think of me (PV)                          |  |
| 7.  | I Will (PV)                               |  |
| 8.  | Wishing On The Same Star (PV)             |  |
| 9.  | Four Seasons (PV)                         |  |
| 10. | All For You (PV)                          |  |
| 11. | White Light (PV)                          |  |
| 12. | The Meaning Of Us (PV)                    |  |
| 13. | Love Story (PV)                           |  |
| 14. | Let Me Let You Go (PV)                    |  |
| 15. | Tsuki (PV)                                |  |
| 16. | Can you Celebrate? (Existing PV + New PV) |  |
| 17. | Sweet 19 Blues (Existing PV + New PV)     |  |